# RE:D Cherish!
『RE:D Cherish!』（レッドチェリッシュ）は、CRYSTALiAにより、2022年2月25日に発売された18禁恋愛アドベンチャーゲーム。略称は『レリッシュ』。CRYSTALiAの5thプロジェクトでありProject"DINNER"の一作目である。
2023年1月27日に、ユニカエンドの続編である『RE:D Cherish! -Eternity Blood-』（レッドチェリッシュ エタニティーブラッド）が発売された。略称は『レリッシュEB』である。同年11月24日には、ルージュエンドのエピローグ直前を補完する『ルージュのワンオペレーション』とデスペラードエンド後の物語となる『デスのワンオペレーション』が発売される。
家庭用ゲーム機向けとして、2023年11月22日にPlayStation 4 / Nintendo Switch版がエンターグラムより発売された。

## あらすじ
206X年、すべてを失った元諜報員・久阪雪光は、アドリシナ海上に浮かぶリゾート地・エリューテリアへと逃げ込む。
彼は、かつての護衛対象であり、護ることができなかった女性、アリスによく似た雰囲気を持つ少女、ユニカと出会う。
ダイナーを再建したいというユニカの夢に手を貸すことに決めた雪光は、高級洋食店「プリムヴェール」のウェイトレス・ルージュや地元のガンマン・デスペラードなどと協力し、地元の荒くれ者との衝突も繰り返しながら、ユニカの夢「DDD」（ダフトドリーム・ダイナー）の再興に向けて奔走する。

### RE:D Cherish! -Eternity Blood-
雪光とユニカは困難を乗り越え、「DDD」の再建を果たす。その1年後、ウラガ機関時代の知り合いである双子の姉妹メルクとバルタがやってくる。
一方、姉妹が所属する「白羊聖教会」は、DD-MODの所有者を敵視し、アリス、雪光、ユニカを始末するよう命じる。

### ルージュのワンオペレーション
和解はしたものの、未だしこりの残るルージュとその母・ベラドンナ。二人の仲を取り持とうと雪光は動き出す。

### デスのワンオペレーション
少しずつだらけるようになったデスペラードを見かねた桜子の提案で、彼女を大人の女性に成長させようと、雪光は動き出す。

## 登場人物

### メインキャラクター
久阪 雪光（くさか ゆきみつ）
声 - 三楽章（パートボイス）
武器：月山鍛冶製「超振動刀《ヴィブロブレード》」
本作の主人公。日本の特務機関『ウラガ』所属であったが、殺人犯に仕立て上げられ、エリューテリアに逃亡した。
叔母に仕込まれた剣術と、ウラガで採用されている近接格闘術「ミシマ・コンバット」を組み合わせて戦う。
桂昌幸
声 -椨もんじゃ
雪光が任務で幼いメルクとバルタに接触した時に名乗っていた偽名で、サイボーグパーツも異なるため外見的にも完全に別人である。
ユニカ・ラスペランツァ
声 - 鶴屋春人
武器：ミリペング-Mk30E「ジャイアントスピア」
白髪が特徴的な、人見知りの少女。サイボーグのデバイス構成を一目で見抜き、それぞれのデバイスに合わせて調整する必要があるサイボーグ専用料理を作ることにかけては天才的な才能を持っている。
趣味はマシンいじりとハッキング、バイクに乗ること。毒舌。
ルージュ・ウェントワース
声 - 夏和小
武器：GSL-99「シャルロット」
大女優であるベラドンナの娘で、母の経営する高級レストラン「プリムヴェール」でウェイトレスをしていた。いつかプリムヴェールを乗っ取ってやろうという野望を抱いている。
母の関係から社交界では有名なお嬢様だが、その実態はかなりのじゃじゃ馬。
デスペラード
声 - 東雲りあ
武器：M202sカスタム「QUEEN OF HEARTS（クイーン・オブ・ハーツ）」「QUEEN OF DIAMOND（クイーン・オブ・ダイヤモンド）」
スラム出身のガンマン。古い機械式拳銃を二丁拳銃で操り、その腕前は天賦の才。ブルータス（声 -六条太助）を子分にしている。

#### EB追加キャラクター
メルク・ジョン・パトリック
声 - 秋野花
白羊聖教会のシスターで、過去に雪光と結婚の約束をしていた。
バルタ・ジョン・パトリック
声 - 東シヅ
白羊聖教会のシスターで、メルクの双子の妹。

### サブキャラクター
犬飼 桜子（いぬかい さくらこ）
声 - 飴川紫乃
ユニカたちの暮らすアパートのオーナーをしている日本人で、ユニカの父の店にも出入りしていた。全身サイボーグにより外見は幼く見えるが、実際は成人女性であり、酒もたしなむ。
ダニエル・マッケンジー
声 - 一一
港湾地区を仕切っている荒くれ者集団「ダニーオルカス」のボス。その巨大な両腕に見あう怪力をもつ。
反面、食に関してはこだわりが強い「美食家」で、食事を台無しにされることを嫌う。巷では「暴食漢（グラットン）ダニー」と呼ばれる。
子分にマッカレル（声 -谷井ムロ）、スカロップ （声 -プル斎藤）、ロブスター（声 -丸茅伊ず）がいる。
ベラドンナ・ウェントワース
声 - 実羽ゆうき
ルージュの母親であり、元ハリウッド女優。現在は高級レストラン「プリムヴェール」のオーナーである。自分本位な性格であり、ルージュとは距離がある。
カーティス・ワイズ
声-椨もんじゃ
興行系企業・グリードフォックスを率いるサイボーグで、ベラドンナに気がある。
キャロライン・バラクロフ
声-美空なつひ
興行系企業・グリードフォックスの副CEO兼カーティスの秘書。
ミラルカ
声 - 夏樹柑菜
「レッド・レイン」と呼ばれる殺し屋で、5億円相当の懸賞金が掛けられている。
ジルベルト・ヴァレッティ
声 - 小次狼
サイボーグの製造を行うメガコーポ「カルンシュタイン社」のCEO。
アリス
声 - 鶴屋春人
白い髪に赤い目が特徴。雪光を護衛として日本に滞在していたが、殺害された。死後解析された電脳の映像では、殺害犯は雪光であった。
チュンファ
声 - よもぎかすみ
協和語のような喋り方が特徴的なフィクサー。喋り方の理由は「覚えてもらうため」。優秀であるがその分手数料も高額。ユニカには度々値切られている。

## 用語
エリューテリア
本作の舞台となるリゾート地で、地上の楽園とも言われる一方、「行きすぎた自由」という意味を持つ
チェリー
エリューテリアで用いられている通貨単位で、やりとりはもっぱら電子データで行なわれている。カツアゲもコード決済で行なわれている。日本円との為替レートは100チェリー＝100円。
サイボーグ
種々の事情によって人体の一部やその全てを生体パーツに置き換えることで、通常よりも強靱な肉体を得る事ができる。一部の臓器だけといったものから、全身のサイボーグ化まである。また人によっては、頭などを人ではないものにしたり、尻尾など人にない器官を得ている人もいる。
代わりに必要とする栄養が異なるため、専用のエネルギーのカートリッジを使用するか、専用の食事が必要となる上に、味覚が変化するため、個人個人のデバイス構成に適した調理が必要になる。
デジタルドラッグ
電脳にインストールするMODプログラムの一種で、様々な体験が可能であるが、サイバーウィルスと紙一重。経験の内容により、暴力的な内容の「Bタイプ」や性的な内容の「Eタイプ」などがある。
DD-MOD
都市伝説で語られるMOD（改造ツール）で、生体デバイスのサイボーグが感染するとファームウェアを根底から書き換えてしまい、完全除去は不可能であると言われている。感染するともがき苦しみ、身体が原型を留めなくなって死ぬとも言われる反面、DD-MODによって怪力や視力の向上など人ならざる身体能力を得られるとも言われている。

## 主題歌
オープニングテーマ「BLOOD/ORDER」
作詞 - NEQRE
作曲・編曲 - ALNEAR
歌 - NEQRE
エンディングテーマ「B.SEAB.SKY/DAY」
作詞 - ALNEAR
作曲・編曲 - ALNEAR
歌 - 冬乃桜
挿入歌「R＝D -I'll never lose myself-」
作詞 - SALASALA
作曲・編曲 - ALNEAR
歌 - No：R

## 制作
飴川紫乃は、自身が演じたサブキャラクターである桜子について、「洋画の強い女」なイメージだと2023年のBugBugとのインタビューの中で話している。

## 反響
Getchu.comによる「美少女ゲーム大賞2022」において、本作は総合部門の15位、ムービー部門の第10位にそれぞれランクインした。また、同賞のキャラクター部門においては本作の登場人物であるユニカ・ラスペランツァが第10位にランクインした。